# Comet Motor
Comet Motor Co. war ein kanadischer Importeur und Hersteller von Automobilen.

## Unternehmensgeschichte
Der Radrennfahrer Lou D. Robertson, Frank Anson und Berne Nadall gründeten 1907 das Unternehmen in Montreal. Weitere beteiligte Personen waren Herbert Holt, U. H. Dandurand, L. C. Rivard und Georges Amyot. Sie begannen mit der Produktion von Automobilen. Der Markenname lautete Comet. Die Preise waren hoch und der Absatz gering. 1908 endete die Produktion. Insgesamt entstanden zwischen 50 und 200 Fahrzeuge.
Danach wurden noch Fahrzeuge von Chalmers, Packard und Peerless importiert.

## Fahrzeuge
Das erste Modell hatte einen Vierzylindermotor von der Établissements Clément-Bayard mit 24 PS Leistung. Die Kupplung lieferte Hele-Shaw aus England. Lampen und Kühler kamen aus den USA. Dieses Modell wurde 1909 noch angeboten, aber nicht mehr hergestellt.
1908 standen außerdem ein größeres Vierzylindermodell mit 40 PS Leistung und ein Modell mit Sechszylindermotor im Sortiment. Letzteres wurde aber schnell wieder fallen gelassen.

## Sonstiges
Der Prince of Wales (später König Georg VI) wurde während eines Besuches in Montreal in einem Comet gefahren.